# Jean Harlow
Jean Harlow (Kansas City, 3. ožujka 1911. – Hollywood, 7. lipnja 1937.), američka filmska glumica 
Pravo ime - Harlean Carpenter
Za života je nazivana vampom "platinstom plavušom" i "fatalnom ženom", a poslije smrti ostala je snažnim mitom i idolom publike 30-ih godina. Nastupala je u tzv. salonskim filmovima i filmovima o životu podzemlja. 
Na filmu od 1927., zvijezdom postaje kao zavodnica u Paklenim anđelima (H. Hughes, 1930). Platinasta plavuša, tzv. vamp, potom snima seriju komercijalno iznimno uspješnih filmova. Isprva slabije cijenjena glumica, Večerom u osam (G. Cukor, 1933) stječe ugled komičarke, uspješno parira S. Tracyju (Oklevetana dama, J. Conway, 1936) i C. Gableu (Supruga protiv tajnice, C. Brown, 1936) u ulogama jezičavih gradskih djevojaka. Na vrhuncu karijere umrla je od uremije za snimanja filma "Saratoga", koji je dovršila njezina dublerica. O njoj su snimljena dva filma.
Američki filmski institut proglasio je Jean Harlow jednom od 25 najvećih ženskih filmskih zvijezda svih vremena. Jean Harlow je spomenuta u čak 2 pjesme:
- Kim Carnes - "Bette Davis Eyes" (1981.) - stih: "Her hair is HARLOW gold...
- Madonna - "Vogue" (1990) - stih: HARLOW JEAN picture of the beauty queen

## Filmografija (izbor)
- "Platinasta plavuša"
- "Pakleni anđeli"
- "Večera u osam"
- "Seks-bomba"
- "Supruga protiv sekretarice"
- "Crvena prašina"
- "Državni neprijatelj"
- "Saratoga"

Zanimljivost je da je njezin zadnji film "Saratoga" bio financijski najuspješniji (vjerojatno iz razloga što, kad je film krenuo u kina, ona više nije bila među živima) te je njoj (kao i drugoj plavuši Marylin Monroe 25 godina kasnije) bio posljednji partner na filmu Clark Gable.